# توماس كولينز
توماس كولينز (بالإنجليزية: Thomas Christopher Collins)‏ (و. 1947  م) هو كاهن كاثوليكي كندي، ولد في غويلف.

## مناصب
تولى منصب رئيس الاساقفة
- أسقف
- الكاردينال..

## التعليم
تعلم في الجامعة الغريغورية الحبرية، والمعهد البابوي للكتاب المقدس ‏، وجامعة ويسترن أونتاريو.